# IKCO Samand
Der IKCO Samand ist ein Automodell des iranischen Herstellers Iran Khodro, das auf dem Peugeot 405 basiert. Andere Bezeichnungen für ihn sind Peykan X7, Neuer Peykan oder Volksautomobil. Samand ist persisch und bezeichnet eine besonders schnelle Pferderasse. Im Ausland ist das Modell unter verschiedenen Modellnamen bekannt. So wird das Modell in Venezuela unter der Bezeichnung Venirauto Centauro, in Aserbaidschan Azsamand Aziz, in Senegal SenIran Samand LX und SenIran Samand Mandori, in Syrien Siamco Sham und in Belarus als Samand TU5 verkauft.
Eine überarbeitete Version der Baureihe wurde 2007 vorgestellt und wird als IKCO Soren vermarktet.

## Entwicklung
Die Entwicklung des Samand durch iranische und internationale Ingenieure begann im Jahre 1996, die Produktion zu Testzwecken jedoch erst im Jahre 2000. Im Jahr 2002 wurde von Iran Khodro eine Produktionsstraße für den Samand eingerichtet, die offiziell vom damaligen Präsidenten Chatami eröffnet wurde.
Es ist in seinen technischen Eigenschaften mit europäischen Autos durchaus vergleichbar und besitzt alle Merkmale eines modernen Automobils wie etwa ABS und elektrische Fensterheber. Im Iran ist dieses Auto beliebt; die Produktion kann die Nachfrage kaum befriedigen. Zusätzlich gibt es jetzt eine im Radstand verlängerte Version des Samand, den Samand Sarir.

## Technik
Der ursprüngliche Samand wird von einem Peugeot-Motor angetrieben. Dieser wurde durch den ersten iranischen „National-Motor“ bzw. „avvalin motor-e melli-e-Iran“ ersetzt. Seit dem März 2008 wird optional auch Erdgas-Betrieb (Compressed Natural Gas (CNG)) mit dem sogenannten EF7 angeboten.

## Technische Daten
|                            | Samand                      | Samand EF7                  | Soren                       | Soren Turbo                 |
| Motorkenndaten             |                             |                             |                             |                             |
| Motortyp                   | R4-Ottomotor                | R4-Ottomotor                | R4-Ottomotor                | R4-Ottomotor                |
| Hubraum                    | 1761 cm³                    | 1645 cm³                    | 1645 cm³                    | 1645 cm³                    |
| max. Leistung bei min−1    | 74 kW (100 PS) / 6000       | 83 kW (113 PS) / 6000       | 83 kW (113 PS) / 6000       | 110 kW (150 PS) / 5500      |
| max. Drehmoment bei min−1  | 153 Nm / 3000               | 155 Nm / 3500–4500          | 153 Nm / 3500–4500          | 215 Nm / 2200–4800          |
| Kraftübertragung           |                             |                             |                             |                             |
| Antrieb                    | Vorderradantrieb            | Vorderradantrieb            | Vorderradantrieb            | Vorderradantrieb            |
| Getriebe                   | 5-Gang-Schaltgetriebe       | 5-Gang-Schaltgetriebe       | 5-Gang-Schaltgetriebe       | 5-Gang-Schaltgetriebe       |
| Messwerte                  |                             |                             |                             |                             |
| Länge × Breite × Höhe      | 4502 mm × 1720 mm × 1460 mm | 4502 mm × 1720 mm × 1460 mm | 4534 mm × 1720 mm × 1460 mm | 4534 mm × 1720 mm × 1460 mm |
| Radstand                   | 2671 mm                     | 2671 mm                     | 2671 mm                     | 2671 mm                     |
| Höchstgeschwindigkeit      | 185 km/h                    | 190 km/h                    | 189 km/h                    | 205 km/h                    |
| Beschleunigung, 0–100 km/h | 13,1 s                      | 12,0 s                      | 12,0 s                      | 10,5 s                      |
| Tankinhalt                 | 66 l                        | 66 l                        | 63 l                        | 63 l                        |

## Export
Der Export des Samand begann 2006 nach Russland und Bulgarien. Der Samand sollte auch in der Türkei, Polen, Vereinigte Arabische Emirate, Pakistan, Afghanistan und Ägypten angeboten werden.